# Turismo en Colombia

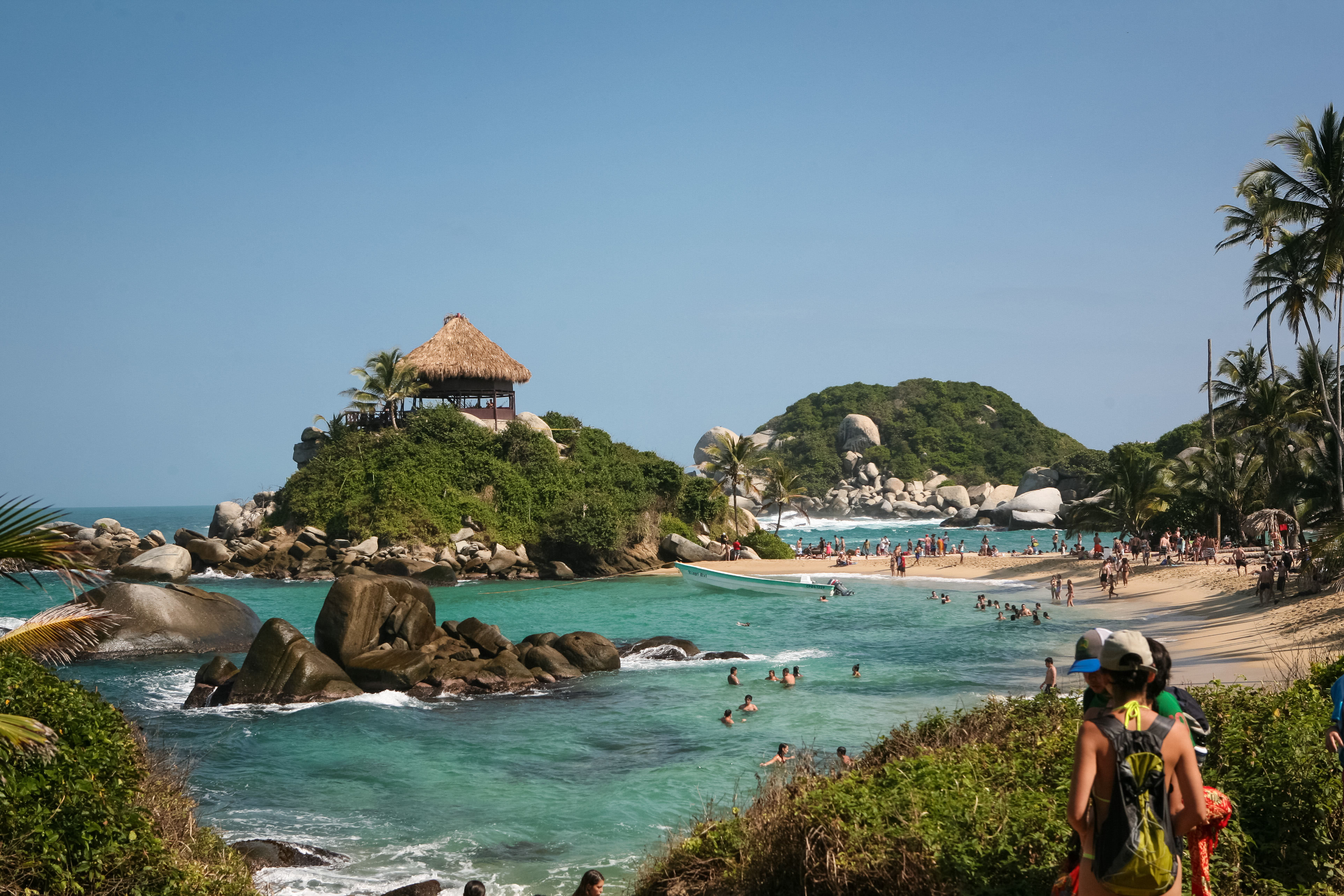
Cabo San Juan del Guía en el Parque nacional natural Tayrona

El turismo es una actividad económica importante para Colombia. El encargado de su regulación es el Ministerio de Comercio, Industria y Turismo. El gobierno también designó dentro del ordenamiento territorial del país los distritos turísticos de Santa Marta y Cartagena, el archipiélago de San Andrés y Providencia, además los parques nacionales naturales de Colombia y los Territorios Indígenas. La mayoría de los turistas extranjeros que visitan Colombia proviene de países vecinos de América Latina y el Caribe, Norteamérica y Europa.

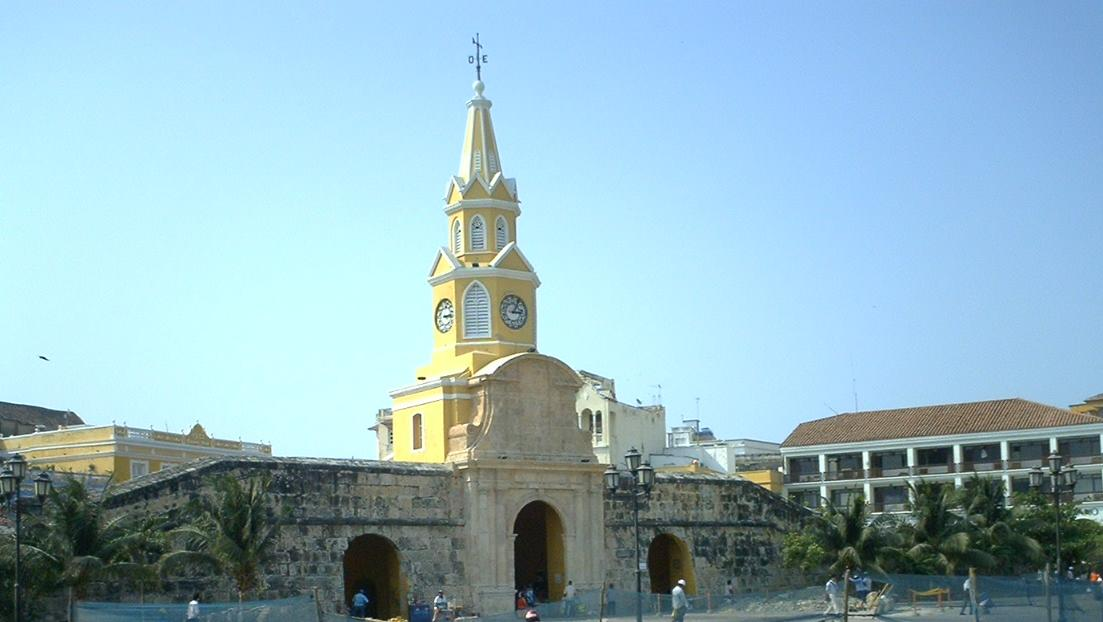
Torre del Reloj en Cartagena de Indias

## Historia
La historia del turismo en Colombia se remonta al 17 de junio de 1954 con la creación formal de la Asociación Colombiana de Hoteles en Barranquilla. El 25 de octubre de 1955, se formó la Asociación de Líneas Aéreas Internacionales en Colombia en Bogotá. El 31 de octubre de 1957 el gobierno creó el día de las brujitas por Decreto 0272. En 1959, la Alcaldía de Bogotá creó el Instituto de Cultura y Turismo.

## Regiones

### Región Caribe

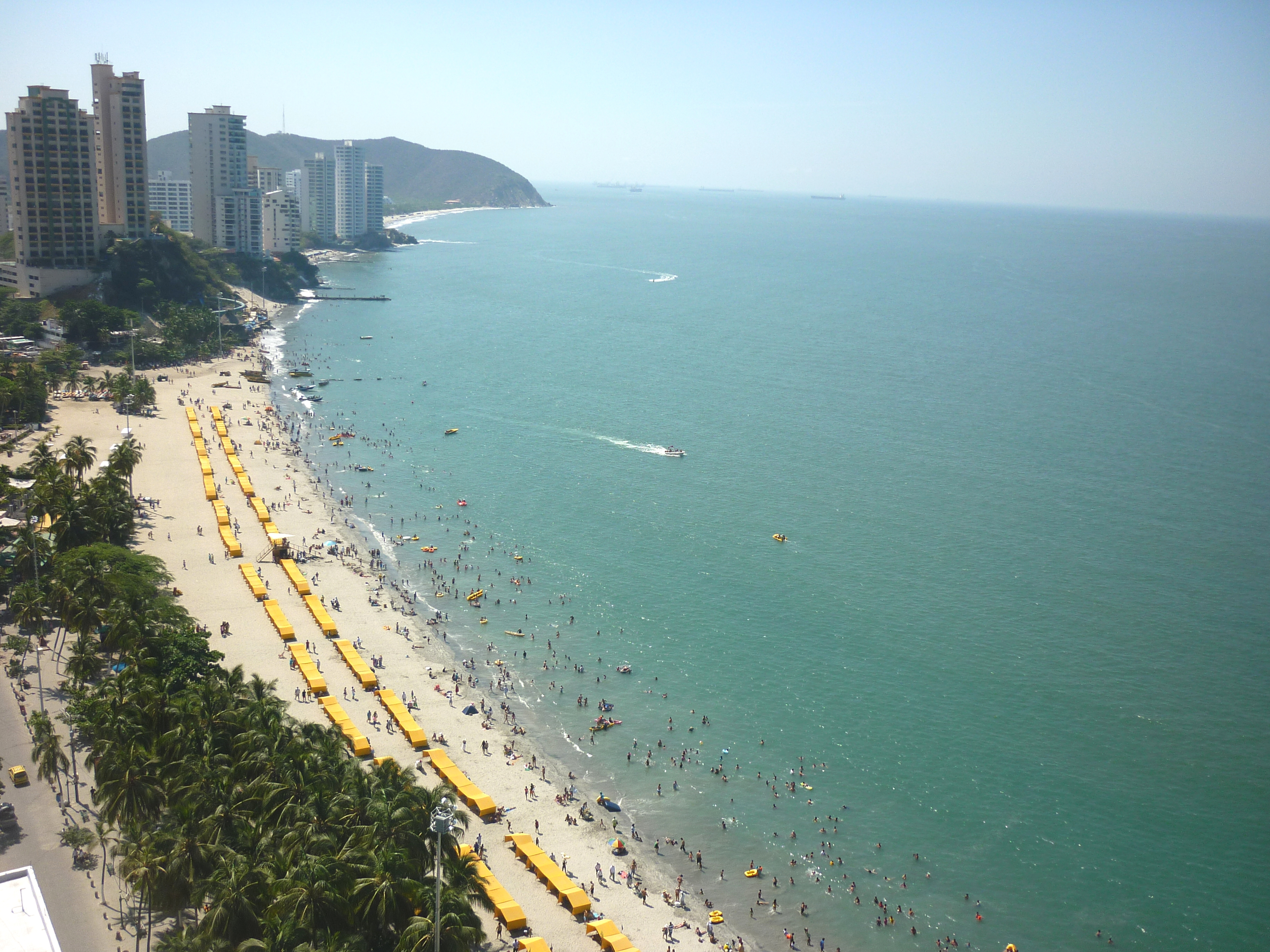
Playa El Rodadero en Santa Marta

Cartagena de Indias es el principal destino turístico del país, la capital del departamento de Bolívar posee un conjunto monumental declarado patrimonio de la humanidad por la Unesco, siendo este el primer patrimonio de Colombia. Famosa por sus más de 5 km de muralla y la conservación de casas y palacios al estilo andaluz del siglo XVI y XVII, que se han convertido en hostales, hoteles boutiques y fascinantes comercios, es considerado el mejor conservado sistema de fortificaciones de Suramérica, entre los que se destaca el fuerte de San Felipe. Esta ciudad cuenta con islas y penínsulas de arena blanca, tales como el archipiélago de San Bernardo (que pertenece a Cartagena a excepción de la isla del Boqueron) y la península de Barú. Cabe destacar el volcán del Totumo ubicado a 30 minutos de Cartagena y ubicado en Santa Catalina, departamento de Bolívar.
San Andrés y Providencia es un archipiélago a 700 km de la costa continental que cuenta con extensas playas de arena blanca.
En Santa Marta se encuentra la Quinta de San Pedro Alejandrino, donde murió Simón Bolívar. Allí se encuentra el Altar de la Patria, dedicado a Bolívar, y el Museo Bolivariano de Arte. Fue la primera ciudad fundada en Colombia, es un Distrito Turístico, Cultural e Histórico. Cuenta con varias playas, entre ellas El Rodadero. También en la ciudad se encuentra la sede del Museo del Oro, la Casa de la Aduana, con obras de orfebrería de la cultura Tayrona.
La Sierra Nevada de Santa Marta En Santa Marta, es la montaña costera con más altitud en el mundo, con una altura superior a los 5000 m s. n. m., y la cual hace parte de un parque nacional del mismo nombre. Dentro del parque nacional natural Sierra Nevada de Santa Marta se encuentra La Ciudad Perdida la cual es un Patrimonio de la Humanidad de la Unesco.
También se encuentra El parque nacional natural Tayrona, área antigua donde vivían los Tayrona, cubierta de una vegetación abundante, y bahías donde se pueden apreciar unas de las mejores playas, de la región.
También no lejos de la ciudad se encuentra La Ciénaga Grande de Santa Marta, el conjunto de lagos y ciénagas más grande de Sudamérica, donde también se encuentra la Vía Parque Isla de Salamanca.
Barranquilla, la mayor ciudad de la región, es famosa por su carnaval, es el mayor polo de desarrollo de la región y pionera en varios hitos en la historia de Colombia, siendo la cuarta ciudad industrial y en población del país, primera en la región Caribe. Tiene sitios turísticos como Bocas de Ceniza (desembocadura del río Magdalena en el mar Caribe), el zoológico, el puente Pumarejo, el estadio Metropolitano, el muelle de Puerto Colombia (cuando se inauguró en 1893 fue el segundo más largo del mundo), teatro Amira de la Rosa, el Museo Romántico, el hotel del Prado y el malecón el río, entre otros.

### Región Pacífica
El Pacífico colombiano es una de las regiones más biodiversas del planeta en número de especies por metro cuadrado. Es la principal tierra de la cultura afrocolombiana y de sus ecosistemas incluyen playas, esteros, grandes La región alberga siete parques naturales, un santuario de flora y fauna, y dos jardines botánicos de iniciativa privada. Todos los años, entre julio y noviembre, las ballenas jorobadas llegan al Pacífico colombiano en su migración anual desde el sur del continente, y es posible hacer avistamientos. 
Sus principales destinos son Bahía Solano, en el departamento del Chocó, donde se encuentra el parque nacional natural de Los Katíos. Nuquí, también en el Chocó y en cercanías del parque nacional natural Ensenada de Utría. La Isla Gorgona, en el departamento del Cauca, que antiguamente fue una prisión de máxima seguridad y hoy en día es un parque nacional natural. La Isla Malpelo, que es un santuario de flora y fauna.
Juanchaco y Ladrilleros, en el departamento del Valle del Cauca, dentro del parque nacional natural Uramba Bahía Málaga. En esta zona pueden hacerse los más interesantes avistamientos de ballenas, pues es donde se reproducen y dan a luz a sus crías. Además, ofrece numerosos sitios de interés ecoturístico como las cascadas Las Sierpes, las playas de Cucheros y La Barra, las piscinas de agua dulce de Arrastradero y el jardín botánico La Manigua.

### Región Andina
En esta zona tienen silla para las principales ciudades del país (Bogotá, Medellín y Cali) y de los principales parques nacionales del país. Esta zona se conoce en Colombia como el "Triángulo de Oro" pues se concentra el mayor poder político, económico, industrial, comercial, cultural, deportivo y turístico. Otras ciudades importantes en la zona andina son Bucaramanga, Pereira Cúcuta, capitales de los departamentos de Santander, Risaralda y Norte de Santander; Bucaramanga también es llamada la Ciudad de los Parques o Ciudad Bonita, ubicada sobre una meseta, basa su economía en la industria y los servicios. Es una ciudad universitaria al contar con más de 10 centros de estudios superiores. Es paso obligatorio del transporte que discurre entre la capital Bogotá y la costa atlántica, actualmente es centro de la economía del nor-oriente colombiano. Pereira la trasnochadora, querendona y morena también cuenta con gran crecimiento de desarrollo y hermosos sitios para visitar uno de los más recientes es el parque Ukumari, el cual cuenta con más de 40 hectáreas y conforma una zona llena de naturaleza y hermosos paisajes cafeteros, no dudes en venir cuando visites la hermosa perla del otun. 

#### Boyacá

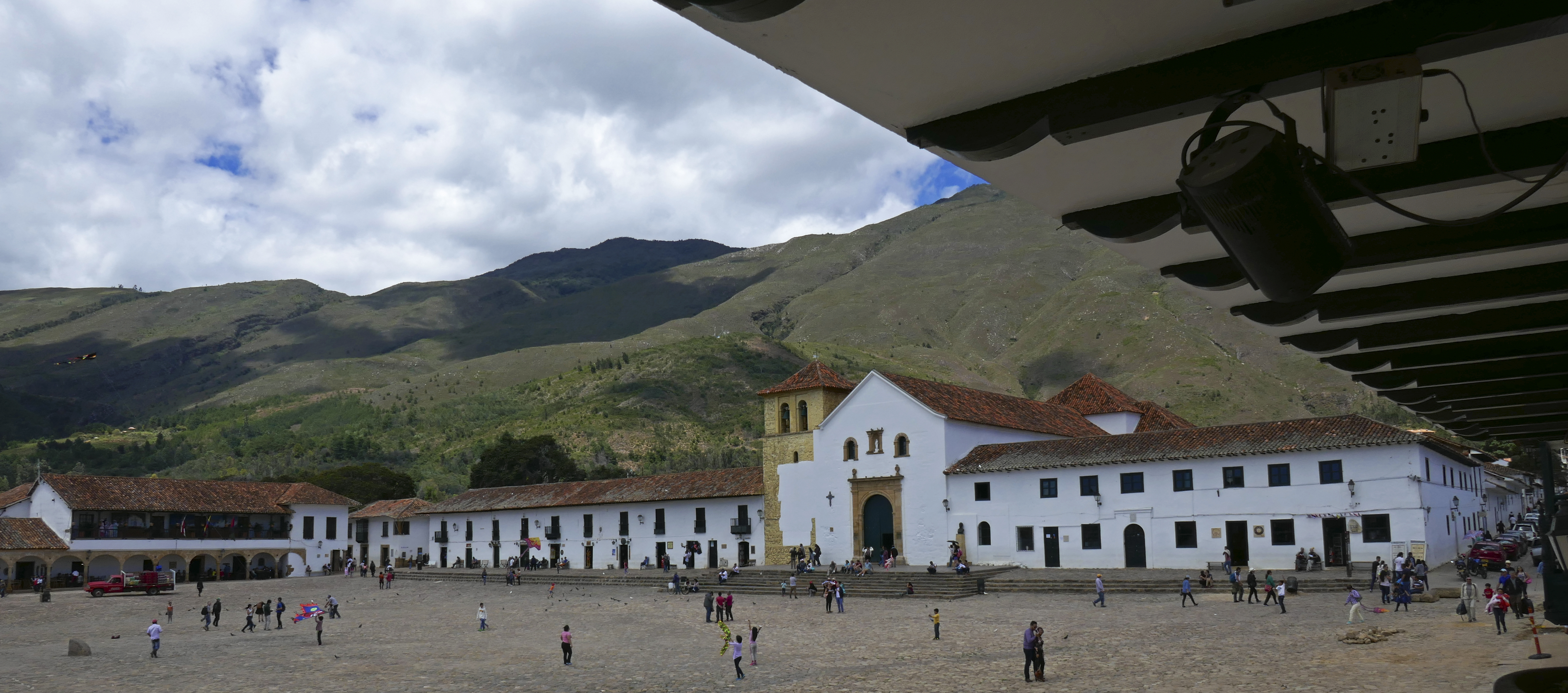
Plaza Mayor de Villa de Leyva

El ecoturismo Pertenece a la región andina, su territorio comprende todos los pisos térmicos desde el Valle del río Magdalena a una altitud cercana al nivel del mar, hasta el hermoso Nevado del Cocuy a una altitud de 5330 m s. n. m. Una de sus particularidades es de presentar varios de los más importantes ecosistemas de alta montaña del país. Sus ciudades más importantes se encuentran a más de 2500 m s. n. m. lo que influencia las tradiciones y el estilo de vida de la población. 
Boyacá posee el mayor número de páramos en el mundo, y con el páramo más hermoso del mundo (Páramo de Ocetá) .
Posee un desierto importante (Desierto de la Candelaria), el área de pantano tropical (Ciénaga de Palagua), el mayor y más alto lago del país, segundo de Suramérica: Lago de Tota que a su vez cuenta con las islas más altas del país (San Pedro, Santa Helena, Santo Domingo y Cerro China y su playa,(Playa Blanca), una de las más altas del mundo, un parque temático de dinosaurios Gondava, los principales yacimientos arqueológicos del país tales como Parque Arqueológico de Monquirá, el Centro de Investigaciones Paleontológicas (C.I.P.), el Yacimiento rupestre de Sáchica, el Museo Arqueológico de Tunja - UPTC entre otros.
Tunja, la capital, ciudad universitaria que cuenta con nueve museos, ciudad antigua que conserva la única casa del fundador existente en el país. Se encuentran 14 iglesias en su centro histórico de Tunja considerado museo nacional en 1959, y el puente de Boyacá, lugar de la gesta independentista colombiana.
Villa de Leyva, ciudad y monumento nacional desde 1954, posee la mayor plaza del país (14 000 m²) y es sede de eventos tales como Festival de Cine Independiente, el festival nacional de Luces y el festival nacional de vientos y cometas.
Paipa, importante destino turístico que posee las mayores fuentes termales del país, la rivera del Lago Sochagota y una amplia serie de actividades alrededor del lago, y de su principal monumento, el Pantano de Vargas, también posee un hermoso corregimiento de gente amable un pueblito clavado en las montañas llamado Palermo (Boyacá) también llamado "Puerta de oro entre Boyacá y Santander" situado a 30 kilómetros del casco urbano de Paipa con una vía pavimentada hasta el kilómetro 12 y destapada el resto y en su parte alta se puede divisar un hermoso paisaje y uno de los robledales más hermosos de la región de donde brotan quebradas y ríos que en su recorrido se forman cascadas y balnearios naturales.
Chiquinquirá, un importante centro religioso del país, siendo conocida como la capital mariana de Colombia, donde se encuentra la basílica de la virgen de Chiquinquirá.

##### Parques Nacionales de Boyacá
- Parque nacional natural Páramo de Pisba
- Santuario de fauna y flora Iguaque
- Santuario de fauna y flora Guanenta Alto Río Fonce
- Parque nacional natural El Cocuy

#### Huila
Se encuentra ubicado en el sector suroccidental privilegiada, no solo por su cercanía con las otras regiones de Colombia, sino también por estar dentro de su territorio parte de la cordillera central, el origen de la cordillera Oriental de Colombia en el macizo colombiano que se encuentra dentro de su territorio, así como el inicio del valle del río Magdalena, principal río Colombiano que nace en el Departamento del Huila. Por su topografía, Huila presenta todos los pisos térmicos, desde el cálido en el desierto de la Tatacoa hasta el frío helado en el volcán Nevado del Huila.
El departamento del Huila tiene una gran riqueza hídrica, constituida en primer lugar por el Río Magdalena y sus afluentes, por los ríos Yaguará,, La Plata, San Francisco, Suaza, Páez, Bordones, entre otros, así como por varias lagunas entre ellas la laguna del Magdalena que da origen al río del mismo nombre, sus relieves topográficos y la diversidad de los pisos térmicos han permitido que dentro de su territorio exista una gran riqueza de flora y fauna.

##### Parques Nacionales de Huila
- Parque nacional natural Cueva de los Guácharos
- Parque nacional natural Puracé
- Parque nacional natural Cordillera de Los Picachos
- Parque Arqueológico de San Agustín
- Parque Alto de los Ídolos
- Parque Alto de las Piedras
- Desierto de la Tatacoa
- Parque nacional Nevado del Huila
- Salto de los Bordones
- Estrecho del Magdalena

### Región de la Orinoquía
Aquí se encuentran los Llanos colombianos, uno de sus mayores atractivos es Villavicencio, a sus afueras se encuentra Restrepo, Acacías con Puerto López (centro geográfico del país) que contiene el obelisco más grande del país, uno de sus atractivos más importantes en la tradición culinaria de la región es el pan de arroz, alimento que consiste en la elaboración de roscas horneadas creadas a base de arroz y cuajada, y que se elabora y comercializa principalmente en Villavicencio, Cumaral, San Martín considerada la cuna del pan de arroz y Restrepo que actualmente se considera la capital del pan de arroz. También se destaca Orocué, municipio casanareño y atracción turística en la región, junto al municipio de Pore (conocido por sus ruinas). Yopal es un importante centro comercial y de servicios en la región. Es de destacar el atractivo turístico que constituye el Festival del Arroz celebrado anualmente en Aguazul (Casanare). Otros atractivos son el parque nacional natural El Tuparro en el departamento del Vichada, el municipio casanareño de Maní (conocido como la capital turística del departamento) y el río Orinoco
, Caño Cristales conocido como el río más hermoso del mundo o el río de los Dioses.

### Región de la Amazonía
El sitio turístico más popular es Leticia, ciudad ubicada a orillas del río Amazonas a la que se puede acceder por vía aérea. Ubicada en el extremo sur del país, se encuentra cerca del parque nacional natural Amacayacu. 
Otro atractivo es la Piedra del Cocuy, en el departamento de Guainía.

## Biodiversidad
Colombia es uno de los países mega diversos del mundo, el segundo del mundo solo superado por Brasil, está entre los países que albergan la mayor diversidad biológica, tiene la variedad más grande de aves y anfibios de todo el mundo (1.815 y 634 especies, respectivamente), y un número notable de plantas, reptiles y mamíferos.
En el país, de tan solo una séptima parte del territorio brasileño, está el 10% de la variedad biológica del planeta. Las latitudes favorables y el clima único del lugar dieron por resultado una riquísima variedad de ecosistemas como llanuras, desiertos, humedales, páramos, laderas andinas y selvas tropicales.
Más de la mitad del territorio colombiano está ocupado por bosques, que albergan a nada menos que 48.000 diferentes especies de plantas, número equivalente al 20% mundial. Además, hay 520 especies conocidas de reptiles y 456 de mamíferos.
Colombia es el único país de América del Sur que tiene costas en el océano Pacífico y en el Mar Caribe, en los que posee diversas islas. 
Colombia tiene el número más grande de especies por unidad de área en el planeta.

### Bienes Naturales de la Humanidad
- Parque nacional Natural de Los Katíos
- Santuario de flora y fauna de Malpelo
- Paisaje cultural cafetero de Colombia

## Turismo sostenible y ecoturismo
Colombia es reconocida como uno de los países más megadiversos del planeta y hogar de aproximadamente el 10% de la biodiversidad mundial en tan solo el 1% de su superficie terrestre. Esto ha posicionado el turismo sostenible y el ecoturismo como pilares fundamentales para el desarrollo del sector. La Política de Turismo Sostenible de Colombia, liderada por el Ministerio de Comercio, Industria y Turismo (MINCIT), busca consolidar al país como un destino de talla mundial que prioriza la conservación del patrimonio natural y cultural, la equidad social y la rentabilidad económica a largo plazo.
El ecoturismo en Colombia es una modalidad de turismo especializado y dirigido, que se desarrolla en áreas de atractivo natural excepcional. Su objetivo es centra en la recreación, el esparcimiento y la educación del visitante a través de la observación y el estudio de los valores naturales y culturales. Esta actividad se enmarca en los parámetros del desarrollo humano sostenible la cual busca generar un impacto mínimo en los ecosistemas naturales, respetar el patrimonio cultural y sensibilizar a los actores involucrados sobre la importancia de la conservación.

## Parques Nacionales Naturales de Colombia
En Colombia hay 56 Áreas Protegidas Naturales que forman parte del Sistema de Parques Nacionales de la Dirección de Parques Nacionales Naturales de Colombia del Minambiente. Lo anterior muestra la riqueza y diversidad de su biología y geografía. Las áreas se encuentran ubicadas a todo lo largo y ancho de su territorio. De esta manera se encuentran: 24 en la Región Andina, (2 en el Nudo de los Pastos, 4 en la Cordillera Occidental, 6 en la Central y 12 en la Oriental); 9 en la Región Caribe; 2 en la Orinoquía; 9 en la Amazonía; 6 en la Costa Pacífica y; finalmente, 3 Islas. Las áreas se encuentran clasificadas en: Parques naturales (38), Santuarios de Fauna y Flora (10), Reservas Nacionales (2), Vía Parque (1) y Área Natural Única Los Estoraques.
A continuación todos los parques naturales de Colombia:

### Región Amazonía

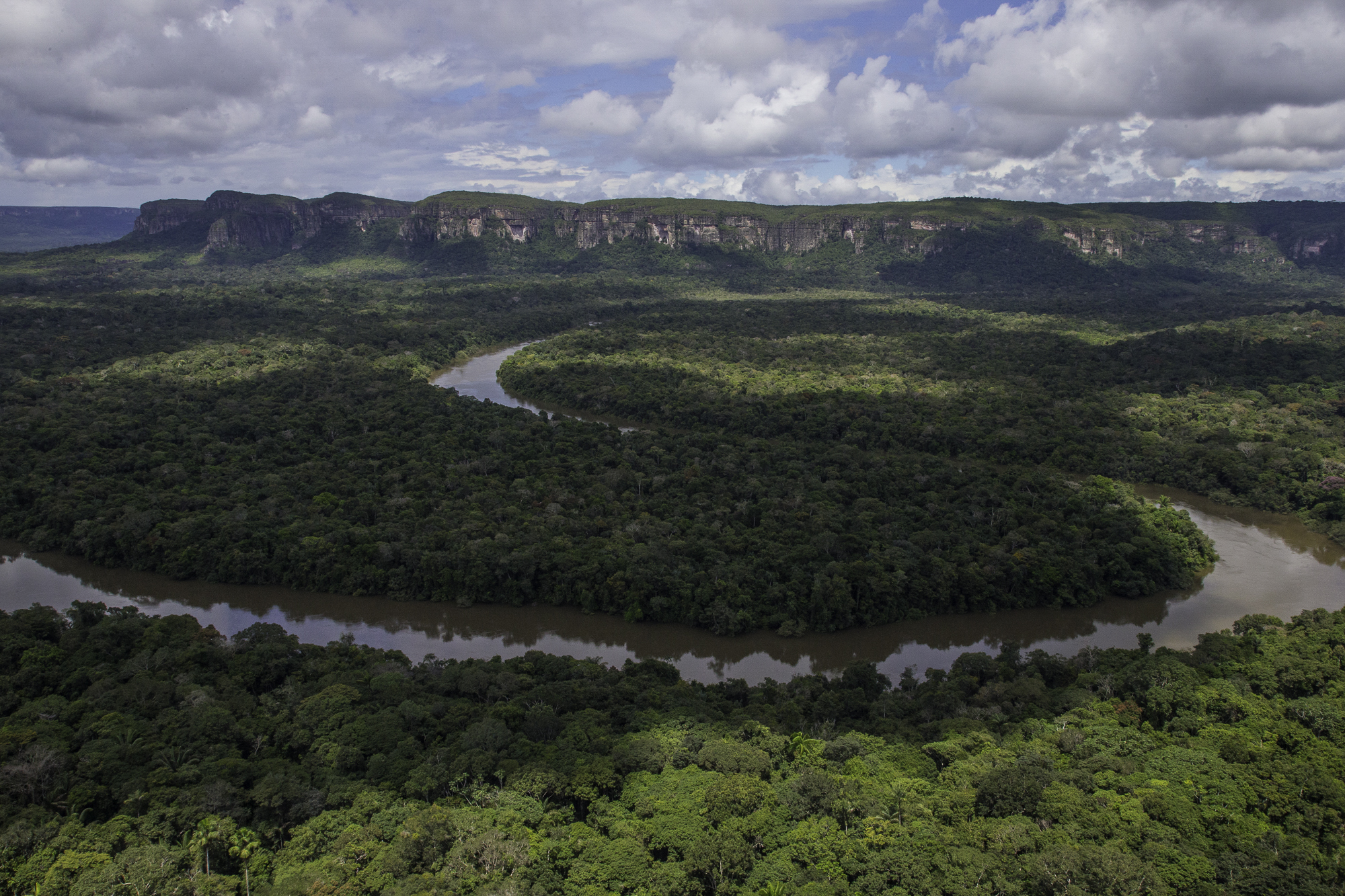
El parque nacional natural Sierra de Chiribiquete se encuentra ubicado en los departamentos de Caquetá y Guaviare.

- Parque nacional Natural Yaigojé Apaporis
- Parque nacional Natural Amacayacu
- Parque nacional Natural Serranía de los Churumbelos
- Parque nacional Natural Río Puré
- Reserva Nacional Natural Puinawai
- Reserva Nacional Natural Nukak
- Parque nacional Natural La Paya
- Parque nacional Natural Cahuinarí
- Parque nacional Natural Alto Fragua Indi Wasi
- Santuario de Flora Plantas Medicinales Orito Ingi - Ande
- parque nacional Natural Serranía de Chiribiquete

### Región Andes Nororientales
- Santuario de Flora y Fauna Iguaque
- Parque nacional Natural el Cocuy
- Parque nacional Natural Tamá

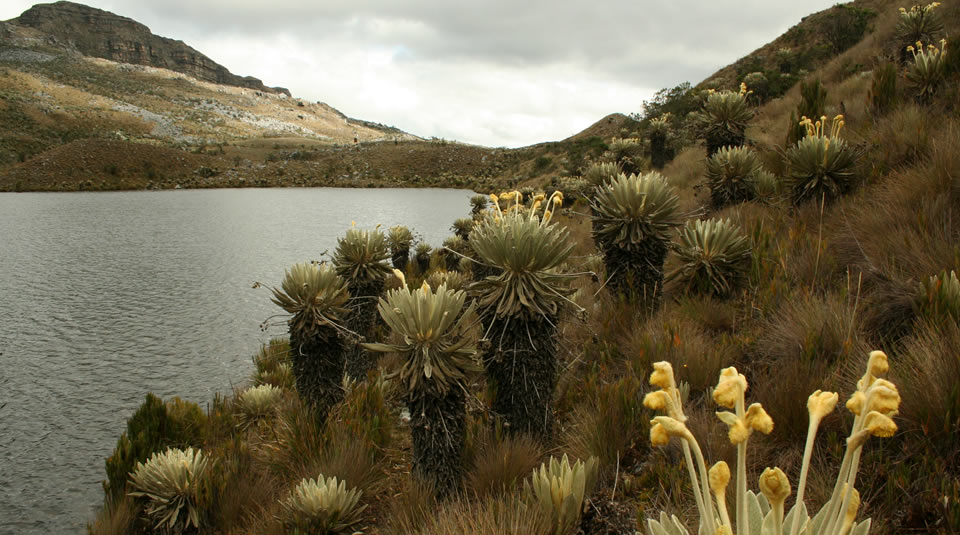
El parque Nacional Natural Cocuy está ubicado en el centro-oriente de Colombia, en el límite entre los departamentos de Boyacá y Arauca.

- Parque nacional Natural Serranía de Los Yariguíes
- Parque nacional Natural Pisba
- Parque nacional Natural Catatumbo Barí
- Santuario de Flora y Fauna Guanentá Alto Río Fonce
- Área Natural Única Los Estoraques

### Región Andes Occidentales

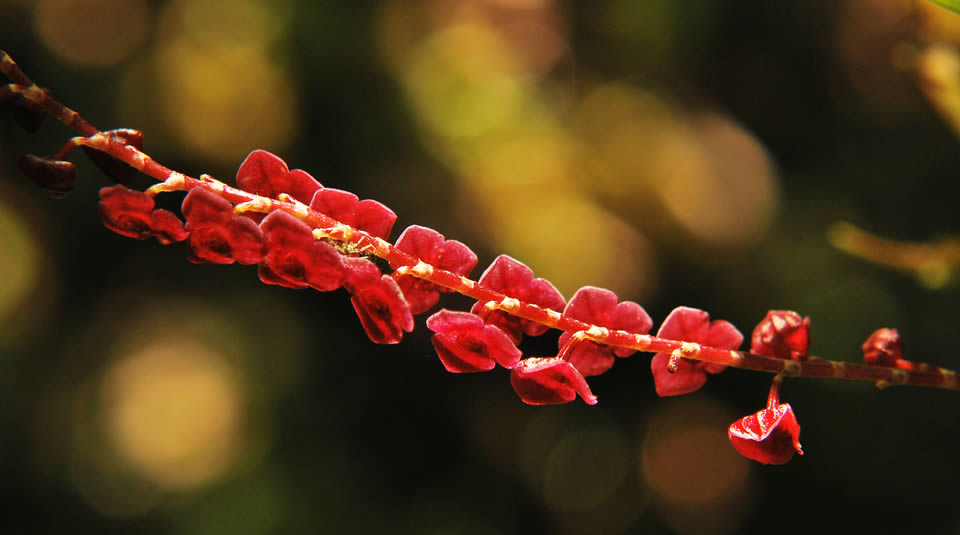
parque nacional Natural Las Orquídeas, Colombia

- Parque nacional Natural Selva de Florencia
- Parque nacional Natural Tatamá
- Parque nacional Natural Nevado del Huila
- Parque nacional Natural Las Orquídeas
- Parque nacional Natural Complejo Volcánico Doña Juana - Cascabel
- Parque nacional Natural Las Hermosas Gloria Valencia de Castaño
- Parque nacional Natural Puracé
- Santuario de Fauna y Flora Otún Quimbaya
- Parque nacional Natural Los Nevados
- Santuario de Flora Isla de la Corota
- Santuario de Flora y Fauna Galeras
- Parque nacional Natural Cueva de los Guácharos

### Parque Nacional Natural los Nevados
Se encuentra ubicado entre los departamentos de Caldas, Tolima ,Risarlada y Quindio cuenta con 61.409,01 héctareas. Desde el año 1956 el parque esta abieto para actividades ecoturisticas aunque es importante decir que han existido diversas ocasiones que ha tenido que cerrar por advertencia del Servicio Geológico Colombiano por los volcanes activos en el área. Es importante decir que en el 2023 fue cerrado durante tres meses por la alerta naranja que presentó el volcán Nevado del Ruiz
Sin duda el mayor atractivo son los glaciares presentes dentro de la zona. En el año 2022 se consolidó como destino turístico pue recibió un promedio total de 52.000 visitantes según datos del propio parque.
Las restricciones sobre las actividades ecoturísticas permitidas están establecidas en el Decreto 1076 de 2015. Entre las prohibiciones se encuentra el vertimiento de residuos tóxicos en el ecosistema y la realización de las actividades no autorizadas por Parques nacionales Naturales de Colombia como la pesca que no tenga propósitos científicos. 

### Región Caribe
- Parque nacional Natural Macuira

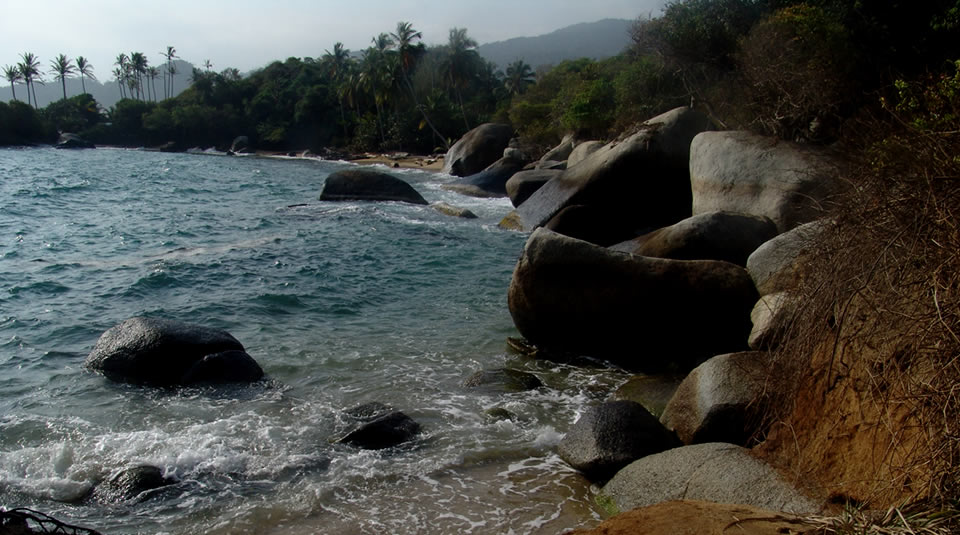
Parque nacional Natural Tayrona, Colombia

- Parque nacional Natural Bahía Portete - Kaurrele
- Santuario de Fauna Acandí, Playón y Playona
- Parque nacional Natural Corales de Profundidad
- Santuario de Flora y Fauna Los Colorados
- Santuario de Flora y Fauna El Corchal ¨El Mono Hernández¨
- Santuario de Flora y Fauna Ciénaga Grande de Santa Marta
- Parque nacional Natural Paramillo
- Parque nacional Natural Sierra Nevada de Santa Marta
- Parque nacional Natural Old Providence McBean Lagoon
- Parque nacional Natural Macuira
- Santuario de Fauna y Flora Los Flamencos
- Vía Parque Isla de Salamanca
- Parque nacional Natural Corales del Rosario y de San Bernardo
- Parque nacional Natural Tayrona

### Región Orinoquía

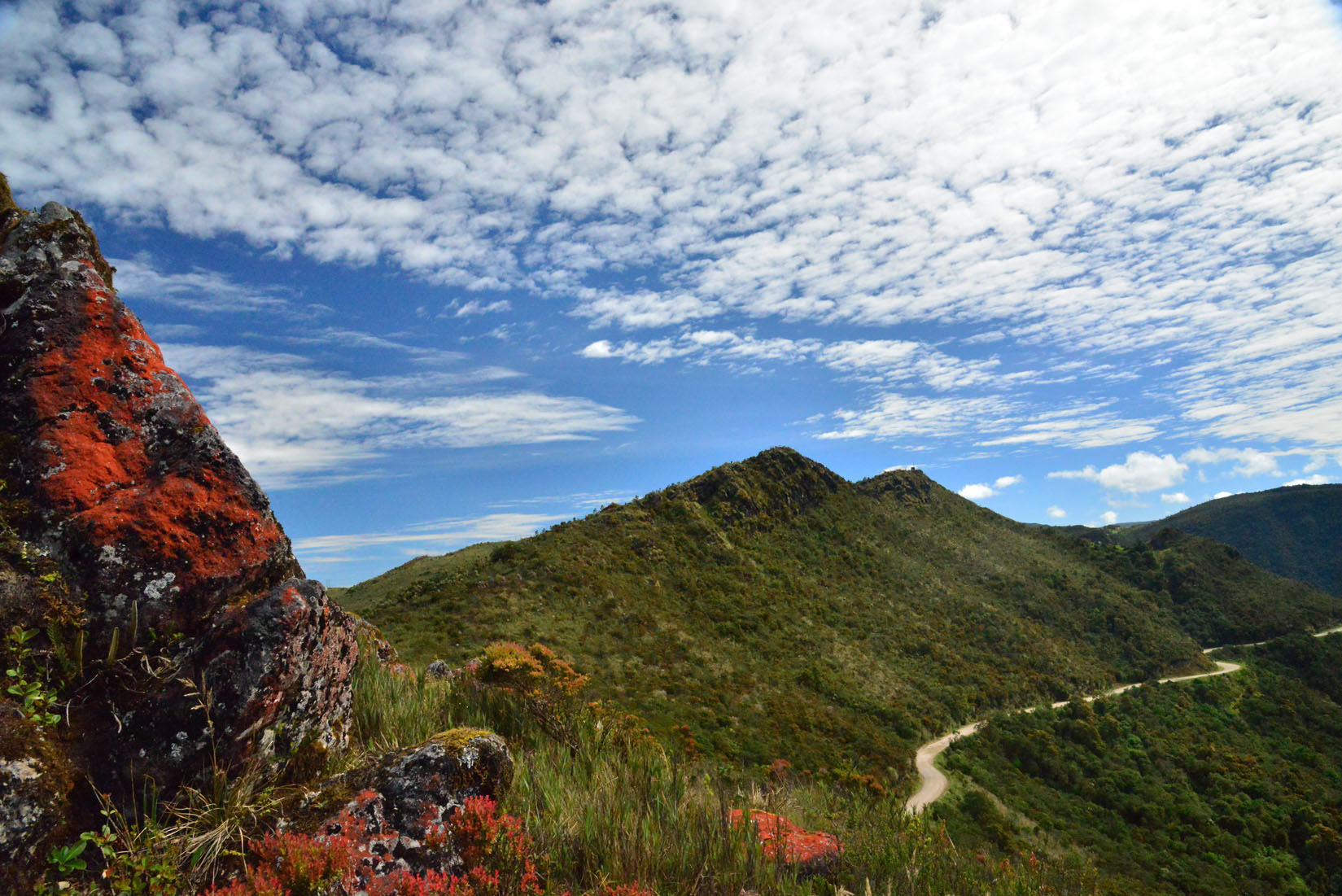
Parque nacional Natural Chingaza. Colombia

- Distrito Nacional de Manejo Cinaruco
- Parque nacional Natural Cordillera de Los Picachos
- Parque nacional Natural Chingaza
- Parque nacional Natural Sierra de la Macarena
- Parque nacional Natural El Tuparro
- Parque nacional Natural Tinigua
- Parque nacional Natural Sumapaz

### Región Pacífico

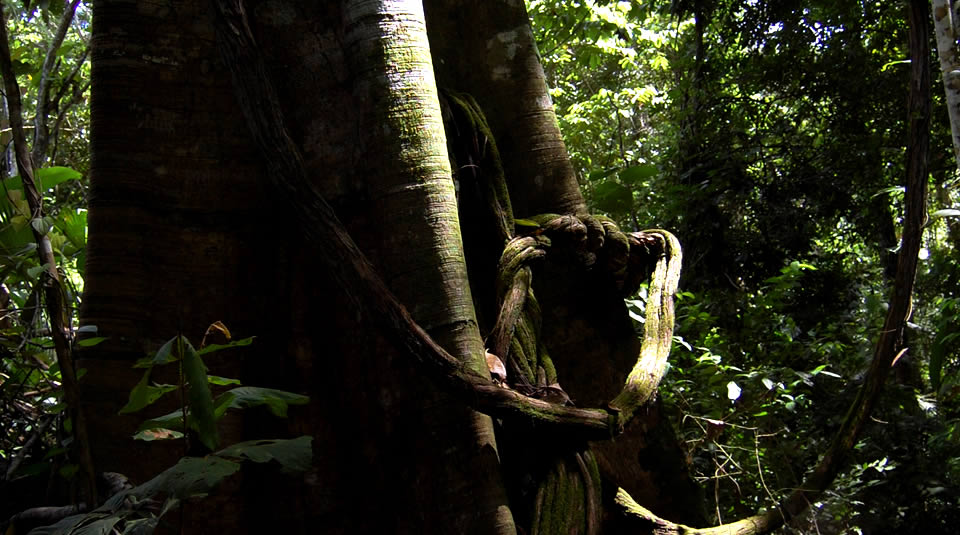
Parque nacional natural Katíos

- Distrito Nacional de Manejo Cabo Manglares
- Distrito Nacional de Manejo Integrado Yuruparí - Malpelo
- Parque nacional Natural Utría
- Parque nacional Natural Uramba Bahía Málaga
- Parque nacional Natural Sanquianga
- Parque nacional Natural Munchique
- Parque nacional Natural Los Katíos
- Parque nacional Natural Farallones de Cali
- Santuario de Flora y Fauna Malpelo
- Parque nacional Natural Gorgona

## Costumbres y tradiciones
Diversos climas y paisajes producen una enorme variedad cultural en Colombia, donde grupos étnicos, bailes, lenguas y eventos populares fuertemente arraigados reafirman la identidad del país. A esta oferta se suman museos y turismo comunitario, al igual que visitas a haciendas, parques y casas coloniales. De esta manera se percibe la verdadera atmósfera de muchos lugares.
Colombia es una nación pluriétnica y diversa. Existen 84 pueblos indígenas, 60 lenguas nativas y población afrodescendiente. Además nos destacamos por nuestras cocinas tradicionales.
Colombia ha recibido 16 declaratorias de Patrimonio de la Humanidad de parte de la UNESCO. Ocho corresponden a lugares y otras ocho, a manifestaciones culturales de Patrimonio Inmaterial.
Es posible percibir la esencia de la idiosincrasia colombiana de muchas maneras. Nuestra manera de ver la vida se refleja en la música autóctona; en museos sobre carnavales y tradiciones religiosas, entre otras cosas.

## Maravillas arquitectónicas y culturales de Colombia
- Centro histórico y arquitectura militar de Cartagena de Indias.
- Barrio La Candelaria, Bogotá.
- Villa de Leyva, monumento nacional.
- Herrán, parque principal Mundo nuevo; el parque más bonito del departamento Norte de Santander y atractivo turístico de la región.
- Canal del Dique, construido en la 1582, reconstruido varias veces (1650).
- Tunja, su centro histórico es declarado Monumento Nacional en 1959.
- Santa Cruz de Mompox, Patrimonio Histórico de la Humanidad.
- Popayán, Patrimonio Histórico.
- Plaza Majagual en Sincelejo, una de las plazas más representativas de la región Caribe.
- Muelle de Puerto Colombia, situado en el municipio que lleva su nombre, que en su época (1888) fue de los más largos del mundo.
- Manizales posee el centro histórico republicano más grande del país y representativo de la colonización antioqueña.
- Catedral de Sal de Zipaquirá.
- Ronda del Sinú de Montería, el parque lineal más largo de América Latina, con atracciones como un teatrino, monumentos, el planchón sobre el río Sinú, iguanas, osos de anteojos, perezosos, simios, entre otros.
- Monumento a los Lanceros en el Pantano de Vargas, es la escultura más grande de Colombia.
- Cerro de los Cristales, ubicado en lel coregimiento de Los Andes, cerca de Cali. En su cima, a una altitud de 1440 metros, se encuentra el monumento a Cristo Rey, construido en 1953. La estatua mide 31 metros, de los cuales 5 pertenecen al pedestal.
- Santuario de Las Lajas en Ipiales, Nariño.
- Maloka, centro interactivo en Bogotá.
- Ciudad Perdida o Buritaca en la Sierra Nevada de Santa Marta.
- Parque Arqueológico de San Agustín.
- Parque Arqueológico de Tierradentro.
- Parque Arqueológico de Facatativá o Piedras del Tunjo.
- Parque Arqueológico de Monquirá.
- Yacimiento rupestre de Sáchica.
- Museo Arqueológico de Sogamoso.
- Pozo de Hunzahúa en Tunja.
- Malecón del río, Barranquilla.